# 新데렐라
《新데렐라》는 2003년 10월 10일에 MBC에서 방영한 베스트극장이다.

## 줄거리
이림은 뮤지컬 배우를 꿈꾸고 있는 현직 간호사로, 아버지가 남긴 빚 때문에 울며 겨자 먹기로 끔찍이 싫어하는 새어머니 숙희와 같이 살 수밖에 없는 현실이 원망스럽다.

## 등장 인물

### 주요 인물
- 김태연 : 이림 역
- 김광일 : 표구 역
- 박형재 : 진우 역

### 그 외 인물
- 김형자 : 이림의 새어머니 역
- 김인문 : 인형의 할아버지 역
- 김민희 : 수간호사 역
- 염재욱
- 오협
- 최자혜
- 신동미 : 후배 간호사 역
- 강보라
- 김태현
- 정승재
- 윤희주
- 이지수
- 이성호
- 손영순
- 고진명
- 이화
- 김현정
- 최효현
- 표은진
- 정명준
- 김재길
- 김서연
- 정광근
- 최영주
- 배소연